# União (Guerra Civil Americana)

Mapa da União, em 1864. Em azul escuro, os estados que formavam a União. Em azul claro, os estados escravagistas sob controle federal. Em cinza, os territórios não-incorporados (na época, sob controle da União). Em vermelho, os Estados Confederados

A bandeira utilizada pelos Estados Unidos entre 1861 e 1863, contendo todos os 34 estados que formavam o país (incluindo aqueles em rebelião)

União foi o nome usado para se referir aos vinte e três estados que não faziam parte da Confederação (os estados seccionistas) durante a Guerra Civil Americana. Embora a União incluísse os estados ocidentais da Califórnia, Oregon, e após 1864 Nevada, bem como estados normalmente considerados parte da Região Centro-Oeste dos Estados Unidos, a União é geralmente referida como o "Norte", tanto no passado como nos dias de hoje. O governo nacional foi liderado pelo presidente Abraham Lincoln.
Durante toda a guerra, a União se mostrou vastamente superior aos sulistas em termos de recursos econômicos e humanos, com uma população quase quatro vezes maior e uma indústria e infraestrutura interna melhor e mais eficiente.

## Contexto
Como o termo já tinha sido usado antes da guerra em referência ao todo dos Estados Unidos (uma "união de estados"), fazia sentido continuar a utilizá-lo em referência aos estados não-secessionistas como uma continuação da entidade política prévia. Também, no diálogo público dos Estados Unidos, novos estados são "admitidos na União", e também é assim mencionado no discurso anual do Presidente ao Congresso dos Estados Unidos e ao povo como o Discurso do "Estado da União".
Durante a Guerra Civil Americana, os leais ao Governo Federal e opostos à secessão que viviam nos estados fronteiriços e nos estados Confederados, eram chamados de Unionistas. Os soldados Confederados por vezes chamavam-lhes "Yankees Caseiros". No entanto, os Unionistas do Sul não eram necessariamente simpatizantes do Norte, e muitos deles — apesar de se oporem à secessão — apoiaram a Confederação quando realmente a guerra se deu.
Ainda, perto de 120 000 Unionistas do Sul serviram no Exército da União durante a Guerra Civil, e todos os estados do Sul, exceptuando a Carolina do Sul, contaram com regimentos Unionistas. Os Unionistas do Sul eram principalmente usados como forças anti-guerrilha e tropas de ocupação em áreas da Confederação ocupadas pela União. Desde a Guerra Civil que o termo "Nortenho" tem sido um sinónimo amplamente usado para o lado Unionista do conflito. "União" é normalmente usado em contextos onde "Estados Unidos" pode ser confuso, "Federal", obscuro, ou "Yankee", depreciativo.

## Estados da União
- Califórnia
- Connecticut
- Delaware*
- Illinois
- Indiana
- Iowa
- Kansas
- Kentucky*
- Maine
- Maryland*
- Massachusetts
- Michigan
- Minnesota
- Missouri*
- Nevada
- Novo Hampshire
- Nova Jersey
- Nova York
- Ohio
- Oregon
- Pensilvânia
- Rhode Island
- Vermont
- Virgínia Ocidental*
- Wisconsin

*Estados fronteiriços. 

Mapa animado da secessão, da Guerra Civil e da readmissão:
Estados da União
Territórios da União (includindo território ocupado)
Estados da Confederação
Territórios reivindicados pela Confederação

No Kentucky e no Missouri, facções pró-secessão disseram-se pelo Sul, sendo reivindicados pela Confederação, mas os governos Unionistas permaneceram em poder desses territórios.
O Kansas juntou-se à União a 14 de Janeiro de 1861, após o início da crise de secessão, mas antes do início das hostilidades. A Virgínia Ocidental separou-se da Virgínia e tornou-se parte da União durante a guerra, a 20 de junho de 1863. O Nevada também se juntou à União durante a guerra a 31 de outubro de 1864.
Em 1861, os estados do Norte tinham uma população de 22 milhões de habitantes (contra 9 milhões do Sul, sendo 3,5 milhões destes escravos). Em termos militares, os estados da União mobilizaram duas vezes mais soldados que os sulistas (2,1 milhão de homens contra 1 milhão).